# Hald (Skive Kommune)
 For alternative betydninger, se Hald. (Se også artikler, som begynder med Hald)
Hald er en mindre landsby i Midtjylland med 403 indbyggere  (2024) i Ørslevkloster Sogn. Landsbyen ligger i Skive Kommune og hører til Region Midtjylland.
En lille kilometer mod øst findes Ørslev Kloster, omtalt første gang i 1275. I selve Hald holder Ørslevkloster Idrætsforening til, navngivet efter klosteret.
Af indkøbsmuligheder findes der en Spar. 
Skive Kommune har godkendt et projekt om opførelse af en cykelsti fra Hald til Ørslevkloster Skole, der skal sikre færdsel til og fra skole.  Det projekt er gennemført.